# Nancy Burne
Pour les articles homonymes, voir Burne (homonymie).
Nancy Burne est une actrice britannique née le 23 décembre 1912 à Chorlton-cum-Hardy (Royaume-Uni), morte le 25 mars 1954 à Maidstone (Royaume-Uni).

## Filmographie
- 1933 : The Love Nest : Angela
- 1933 : Little Napoleon : Barbara Shenstone
- 1933 : Facing the Music : Nina Carson
- 1933 : The Butterfly Affair
- 1934 : A Wife or Two : Margaret Marlowe
- 1934 : The Warren Case : May Clavering
- 1934 : Song at Eventide : Patricia Belsize
- 1934 : Irish Hearts : Norah O'Neale
- 1935 : Trust the Navy : Susie
- 1935 : Once a Thief : Marion Ashley
- 1935 : Old Roses : Jenny Erroll
- 1935 : Lend Me Your Husband : Ba-ba
- 1935 : Dandy Dick : Pamela Jedd
- 1935 : It Happened in Paris : Jacqueline
- 1936 : Royal Eagle : Sally Marshall
- 1936 : Reasonable Doubt : Pat
- 1936 : Skylarks (en)  de Thornton Freeland : Marion Hicks
- 1937 : When the Poppies Bloom Again : Postmistress
- 1937 : Knights for a Day : Sally Wrigley
- 1937 : Thunder in the City : Edna, the Singer
- 1938 : John Halifax : Ursula March
- 1939 : Flying Fifty-Five : Stella Barrington